# 배럴 시프터

4비트 크로스바 배럴 시프터 회로도. 'x'는 입력 비트를 나타내고 y는 출력 비트를 나타낸다.

배럴 시프터(Barrel shifter)는 순수 조합 논리만을 사용하여 지정된 수의 비트만큼 데이터 워드를 시프트할 수 있는 디지털 회로이다. 즉, 본질적으로 이항 연산을 제공한다. 그러나 이론적으로는 주소 생성 장치와 같이 고정된 양에 제한되는 경우(예: 주소 생성 장치) 논리 시프트 왼쪽과 같은 단항연산을 구현하는 데에도 사용될 수 있다. 배럴 시프터를 구현하는 한 가지 방법은 시프트 거리에 따라 한 멀티플렉서의 출력이 다음 멀티플렉서의 입력에 연결되는 일련의 멀티플렉서로 구성하는 것이다. 배럴 시프터는 최신 마이크로프로세서에서 N비트를 시프트하고 회전시키는 데 자주 사용되며, 일반적으로 단일 클럭 사이클 내에서 작동한다.
예를 들어, 입력 A, B, C, D를 가진 4비트 배럴 시프터의 경우, 시프터는 비트 ABCD의 순서를 DABC, CDAB 또는 BCDA로 순환할 수 있다. 이 경우 비트 손실은 없다. 즉, 모든 출력을 오른쪽으로 최대 세 위치까지 시프트(따라서 A, B, C, D의 모든 순환 조합을 만들 수 있다)할 수 있다. 배럴 시프터는 마이크로프로세서(ALU와 함께)의 유용한 구성 요소가 되는 것을 포함하여 다양한 응용 분야를 가지고 있다.

## 구현
가장 빠른 시프터는 위 그림의 4비트 시프터와 유사한 방식으로, 더 크게 전체 크로스바로 구현된다. 이들은 지연이 가장 적으며, 출력은 항상 시프트할 입력보다 단일 게이트 지연만큼 뒤쳐진다(시프트 카운트 디코더가 안정화되는 데 필요한 짧은 시간을 허용하고 나면; 그러나 이 페널티는 시프트 카운트가 변경될 때만 발생한다). 그러나 이러한 크로스바 시프터는 n비트 시프트를 위해 n2개의 게이트를 필요로 한다. 이 때문에 배럴 시프터는 종종 병렬 2×1 멀티플렉서의 캐스케이드로 구현되는데, 이는 게이트 수를 크게 줄여 n log n으로만 증가한다. 그러나 전파 지연은 log n으로 증가하며 (크로스바 시프터와 같이 상수가 아니라) 더 커진다.
8비트 배럴 시프터의 경우, 두 개의 중간 신호가 사용되는데, 이 신호는 S[2] 및 S[1]의 값에 따라 4비트 및 2비트만큼 시프트하거나 동일한 데이터를 통과시킨다. 이 신호는 S[0]에 의해 제어되는 다른 멀티플렉서에 의해 시프트된다.
```
 int1  = IN       , if S[2] == 0
       = IN   << 4, if S[2] == 1
 int2  = int1     , if S[1] == 0
       = int1 << 2, if S[1] == 1
 OUT   = int2     , if S[0] == 0
       = int2 << 1, if S[0] == 1
```

더 큰 배럴 시프터는 추가 스테이지를 가진다.
캐스케이드 시프터는 시프트 카운트에 대한 디코딩 논리가 필요하지 않다는 점에서 전체 크로스바 시프터보다 추가적인 장점을 가진다.

## 비용
n비트 워드에 필요한 멀티플렉서의 수는 {\displaystyle n\log _{2}n}이다. 다음은 5가지 일반적인 워드 크기와 필요한 멀티플렉서의 수이다.
- 128비트 — {\displaystyle 128\times \log _{2}128=128\times 7=896}
- 64비트 — {\displaystyle 64\times \log _{2}64=64\times 6=384}
- 32비트 — {\displaystyle 32\times \log _{2}32=32\times 5=160}
- 16비트 — {\displaystyle 16\times \log _{2}16=16\times 4=64}
- 8비트 — {\displaystyle 8\times \log _{2}8=8\times 3=24}

FO4의 중요 경로 비용 (추정, 와이어 지연 없음):
- 32비트: 18 FO4에서 14 FO4로[3]

## 용도
배럴 시프터의 일반적인 용도는 부동소수점의 하드웨어 구현이다. 부동소수점 덧셈 또는 뺄셈 연산의 경우, 두 숫자의 가수가 정렬되어야 하며, 이는 작은 숫자를 오른쪽으로 시프트하여 지수를 증가시켜 큰 숫자의 지수와 일치하도록 해야 한다. 이는 지수를 빼고 배럴 시프터를 사용하여 작은 숫자를 그 차이만큼 오른쪽으로 한 사이클에 시프트함으로써 이루어진다.

## 같이 보기
- 원형 시프트

## 추가 자료
- Kroening, Daniel; Strichman, Ofer (2008). 《Decision Procedures》. 슈프링어. ISBN 978-3-540-74104-6.